# قضب
القَضَبُ  (الاسم العلمي: Cadaba) هو جنس من النباتات يتبع الفصيلة القبارية من رتبة الكرنبيات.

## أنواع القضب
- قضب أجرد
- قضب بنغويلي
- قضب ثلاثي الأوراق
- قضب جزري
- قضب جيلاتي
- قضب خطي الأوراق
- قضب صغير
- قضب صومالي
- قضب طحيني
- قضب طويل الأوراق
- قضب عجيب
- قضب عصوي
- قضب غدي
- قضب لاورقي
- قضب شجيري
- قضب مدغشقري
- قضب مستدير الأوراق
- قضب متشعب
- قضب نتالي